# سرمازة (ميانكوه)
سرمازة (بالفارسية: سرمازه) هي قرية تقع في إيران في Miankuh Rural District. يقدر عدد سكانها بـ 325 نسمة بحسب إحصاء 2016.